# Sevrier
Sevrier (frühere Schreibweise: Sévrier) ist eine Gemeinde mit 4.324 Einwohnern  (Stand 1. Januar 2022) im französischen Département Haute-Savoie in der Region Auvergne-Rhône-Alpes.
Die Änderung der Schreibweise von Sévrier auf Sevrier erfolgte mit Dekret 2017-149 vom 7. Februar 2017.

## Geographie
Sevrier liegt auf 456 m, etwa vier Kilometer südlich der Stadt Annecy (Luftlinie). Das Dorf erstreckt sich am Westufer des Lac d’Annecy auf einem schmalen flachen Uferrandstreifen am Ostfuß des zum Massiv der Bauges gehörenden Semnoz. Die Gemeinde liegt innerhalb des Regionalen Naturparks Massif des Bauges.
Die Fläche des 12,65 km² großen Gemeindegebiets umfasst einen Abschnitt am Westufer des Lac d’Annecy. Das Seeufer ist an den meisten Orten flach ausgeprägt, nur ganz im Norden im Bereich der Landzunge des Semnoz gibt es steilere Uferpartien. Das Hauptsiedlungsgebiet wird von einem flachen Uferrandstreifen eingenommen, der sich von rund 100 m Breite im Norden auf über 1 km Breite im Süden ausdehnt. Westlich davon erhebt sich der dicht bewaldete, steile Hang des Semnoz. Auf dem breiten, sich nach Norden abdachenden Kamm dieser Antiklinale befindet sich die westliche Gemeindegrenze. Mit 1287 m wird hier die höchste Erhebung von Sevrier erreicht.
Zu Sevrier gehören neben dem eigentlichen Ortskern auch mehrere Siedlungen, Weiler und Gehöfte, die alle auf dem schmalen Uferrandstreifen am Ostfuß des Semnoz liegen, darunter (von Norden nach Süden): 
- Létraz (460 m)
- Le Crêt (460 m)
- Le Clos (480 m)
- Les Choseaux (460 m)
- La Planche (470 m)
- Le Brouillet (460 m)
- Cessenaz (470 m)

Nachbargemeinden von Sevrier sind Annecy im Norden, Veyrier-du-Lac und Menthon-Saint-Bernard im Osten, Saint-Jorioz und Quintal im Süden sowie Seynod im Westen.

## Geschichte
Das Gemeindegebiet von Sevrier war bereits in vorgeschichtlicher Zeit und während der Römerzeit besiedelt. 
Erstmals urkundlich erwähnt wird der Ort im 14. Jahrhundert. Der Ortsname geht auf den gallorömischen Personennamen Severius zurück und bedeutet so viel wie Landgut des Severius. Sévrier war Standort eines Priorats, das vom Kloster Talloires abhängig war.

## Sehenswürdigkeiten
Die Pfarrkirche von Sevrier stammt aus dem 19. Jahrhundert. Einige Überreste des ehemaligen Priorats sind erhalten. Sevrier besitzt zwei Museen: Das Écomusée du Costume Savoyard zeigt traditionelle savoyische Trachten (18. bis 20. Jahrhundert) sowie Nähkunst und Stickereien, während das Musée de la Cloche der Gießerei Paccard über die Techniken der Glockenherstellung informiert.

## Bevölkerung
Mit 3905 Einwohnern (2004) gehört Sevrier zu den mittelgroßen Gemeinden des Départements Haute-Savoie. Seit Beginn der 1950er Jahre wurde dank der attraktiven Wohnlage und der Nähe zu Annecy eine markante Bevölkerungszunahme verzeichnet. Außerhalb des alten Ortskerns wurden zahlreiche Neubauten, Einfamilienhäuser und Villen errichtet.
| Jahr                       | 1962 | 1968 | 1975 | 1982 | 1990 | 1999 | 2009 | 2018 |
| -------------------------- | ---- | ---- | ---- | ---- | ---- | ---- | ---- | ---- |
| Einwohner                  | 1383 | 1790 | 2163 | 2465 | 2908 | 3421 | 3835 | 4150 |
| Quellen: Cassini und INSEE |      |      |      |      |      |      |      |      |

## Wirtschaft und Infrastruktur
Sevrier war bis ins 20. Jahrhundert hinein ein vorwiegend durch die Landwirtschaft geprägtes Dorf. Heute gibt es verschiedene Betriebe des Klein- und Mittelgewerbes. Zu den renommierten Firmen des Ortes gehört die Glockengießerei Paccard, die ihre Werkstätten 1989 von Annecy-le-Vieux hierher verlegte. Viele Erwerbstätige sind Wegpendler, die im Raum Annecy ihrer Arbeit nachgehen. Dank seiner schönen Lage am See hat sich Sevrier in den letzten Jahrzehnten zu einem Ferienort entwickelt. Auch der Tagestourismus spielt eine bedeutende Rolle. 
Die Ortschaft ist verkehrsmäßig gut erschlossen. Sie liegt an der Hauptstraße N508, die von Annecy nach Albertville führt. Eine weitere Straßenverbindungen besteht mit Leschaux. Der nächste Anschluss an die Autobahn A41 befindet sich in einer Entfernung von rund 10 km. Sevrier besaß einen Bahnhof an der Eisenbahnlinie von Annecy nach Albertville, die jedoch 1964 stillgelegt wurde.

## Partnerschaft
Sevrier ist durch eine Gemeindepartnerschaft mit der deutschen Gemeinde Schluchsee im Schwarzwald verbunden.